# IV koncert fortepianowy Beethovena
IV Koncert fortepianowy G-dur op. 58 Ludwiga van Beethovena powstał w latach 1805-1806. Dedykowany został arcyksięciu Rudolfowi Johannowi Habsburgowi i opublikowany w sierpniu 1808.

## Powstanie
Tworzenie utworu odbywało się równolegle z pracami nad monumentalną V Symfonią op. 67, Koncertem skrzypcowym D-dur op. 61 oraz pierwszą wersją opery Fidelio.

## Premiera
Prapremiera miała miejsce w pałacu księcia Lobkowitza w marcu 1807 roku. Pierwsze przedstawienie dla szerszej publiczności odbyło się 22 grudnia 1808 roku w wiedeńskim Theater an der Wien, gdzie swoje premierowe wykonania miały m.in. beethovenowskie symfonie numer V i VI.

## Budowa
Fragmenty z trzeciej części koncertu stały się motywem otwierającym pierwszy akt opery Fidelio. Analiza szkiców i pomysłów Beethovena na V Symfonię i IV Koncert fortepianowy pokazuje, że obydwa utwory mają wiele wspólnego, pomimo ogromnych różnic w efekcie końcowym. Niektórzy wskazują na podobieństwa Allegro con brio z V Symfonii do koncertowego Allegro moderato. Drugi, melodyjny fragment Ronda posiada cechy wskazujące na bycie zapowiedzią Ody do radości z IX Symfonii.

## Struktura
Koncert składa się z trzech części:
- 1. Allegro moderato
- 2. Andante con moto
- 3. Rondo. Vivace

Łączna długość utworu: około 32 minuty.

## Media
- W przypadku problemów z odtwarzaniem zobacz instrukcję obsługi